# Brachyptera braueri
Brachyptera braueri är en bäcksländeart som beskrevs av František Klapálek 1900. Brachyptera braueri ingår i släktet Brachyptera och familjen vingbandbäcksländor. Enligt den svenska rödlistan är arten sårbar i Sverige. Arten förekommer i Götaland. Artens livsmiljö är sjöar och vattendrag, våtmarker. Inga underarter finns listade i Catalogue of Life.